# Borneo-Zwerghörnchen
Das Borneo-Zwerghörnchen (Glyphotes simus) ist ein endemisches Hörnchen der Insel Borneo. Hier bewohnt es Bereiche im malaysischen Teil der Insel in Höhen zwischen 600 und 1700 m.

## Merkmale
Mit einer Kopfrumpflänge von 12 cm und einer Schwanzlänge von 10 cm ist es ein kleines Hörnchen, aber längst nicht so winzig wie die Borneo-Kleinsthörnchen. Die Fellfarbe ist oberseits graubraun und unterseits gelblichweiß.

## Verbreitung
Das Borneo-Zwerghörnchen kommt im Norden der Insel Borneo in den Bergregionen von Sabah und Nord-Sarawak vor.

## Systematik
Das Borneo-Zwerghörnchen und auch die Gattung Glyphotes wurden erstmals im Jahr 1898 von den britischen Zoologen Oldfield Thomas vom Mount Kinabalu im Norden der Insel Borneo beschrieben. Es ist bis heute die einzige Art der damit monotypischen Gattung. Manche Zoologen sehen das Borneo-Zwerghörnchen als ein Mitglied der Gattung der Echten Schönhörnchen an. Die vergrößerten Schneidezähne rechtfertigen aber in den Augen anderer die Stellung in einer eigenen Gattung Glyphotes. Eine in älterer Literatur anzutreffende zweite Art der Gattung, Glyphotes canalvus, wird heute als Variante des Borneo-Schwarzbindenhörnchens (Callosciurus orestes) angesehen.
Innerhalb der Art werden keine Unterarten unterschieden.

## Belege
1. 1 2 3  J.L. Koprowski, E.A. Goldstein, K.R. Bennett, C. Pereira Mendes: Genus Glyphotes. In: Don E. Wilson, T.E. Lacher, Jr., Russell A. Mittermeier (Hrsg.): Handbook of the Mammals of the World: Lagomorphs and Rodents 1. (HMW, Band 6) Lynx Edicions, Barcelona 2016, ISBN 978-84-941892-3-4, S. 730.
2. 1 2  Glyphotes In: Richard W. Thorington Jr., John L. Koprowski, Michael A. Steele: Squirrels of the World. Johns Hopkins University Press, Baltimore MD 2012; S. 166. ISBN 978-1-4214-0469-1
3. ↑  Ronald M. Nowak: Walker's Mammals of the World. 2 Bände. 6. Auflage. Johns Hopkins University Press, Baltimore MD u. a. 1999, ISBN 0-8018-5789-9.

## Weblink
- Glyphotes simus in der Roten Liste gefährdeter Arten der IUCN 2013.2. Eingestellt von: Lunde, D., Duckworth, J.W., Lee, B. & Tizard, R.J., 2008. Abgerufen am 21. Dezember 2013.